# Dambula

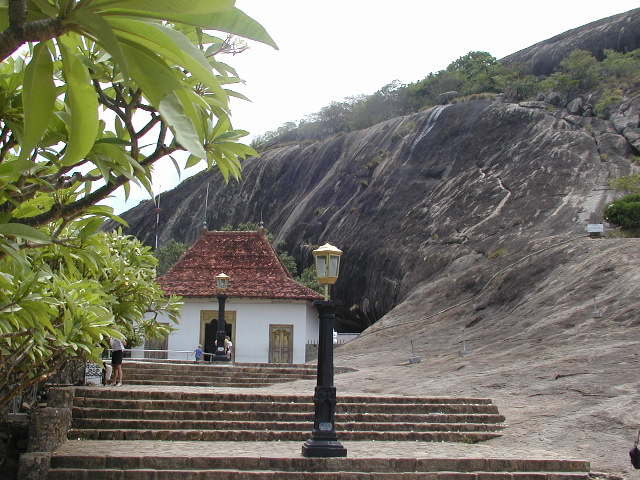
Wejście do kompleksu jaskiń w Dambulla

Dambula (syng. දඹුල්ල, tamil. தம்புள்ளை – Tampuḷḷai, ang. Dambulla) - miasto w środkowej części Sri Lanki położone 148 km na wschód od Kolombo. W mieście znajduje się Złota Świątynia Dambulla wpisana na listę światowego dziedzictwa UNESCO.
16 października 2006 miał tam miejsce atak terrorystyczny, w którym zginęły 92 osoby.